# Suchosaurus girardi
Suchosaurus girardi es la una especie conocida del género dudoso extinto Suchosaurus ("lagarto cocodrilo") de dinosaurio terópodo espinosáurido que vivó a mediados del período Cretácico, hace 122 millones de años, en el Aptiense, de lo que es hoy Europa. En 1897, el paleontólogo francés Henri Émile Sauvage nombró lo que sería la segunda especie de Suchosaurus,  S. girardi, basándose en dos fragmentos de mandíbula, espécimen MG324 y un diente, encontrados en la Formación Papo Seco de Portugal por el geólogo suizo-portugués Paul Choffat. El nombre específico honra al geólogo francés Albert Girard. El diente se consideró perdido pero fue redescubierto y en 2013 reportado como espécimen MNHN/UL.I.F2.176.1, parte de los restos recuperados después de un incendio en 1978.
En 2007, el paleontólogo francés Eric Buffetaut consideró que los dientes de S. girardi eran muy similares a los de Baryonyx walkeri y S. cultridens, excepto por el mayor desarrollo de las crestas longitudinales en la corona del diente, lo que sugiere que los restos pertenecían a la mismo género. En 2011, el paleontólogo portugués Octávio Mateus y sus colegas coincidieron en que Suchosaurus estaba estrechamente relacionado con Baryonyx, pero consideró a ambas especies en el género Suchosaurus nombres dudosos ya que sus especímenes holotipo no se consideraban diagnósticos, carecían de características distintivas y no podían equipararse definitivamente con otros taxones.